# 格蘭特·費舍爾
格蘭特·費舍爾（Grant Fisher，1997年4月22日—）是一名美籍加拿大運動員。他保持著5000米及10000米的北美洲、中美洲和加勒比海記錄，同時保持著室内3000米及5000米的世界記錄。